# Parque Radical
Il Parque Radical di Rio de Janeiro è un parco e complesso sportivo situato nel quartiere Deodoro e costruito in occasione del Giochi Olimpici del 2016. Il complesso comprende un circuito per BMX, un circuito per le gare in mountain bike e un impianto per le gare di canoa slalom. Con una superficie di 500 000 m² è il secondo parco più grande della città.
Il parco è stato ufficialmente inaugurato il 23 dicembre 2015. Nel settembre 2016, terminati i giochi olimpici, il parco e i suoi impianti sono stati aperti al pubblico, tuttavia a dicembre dello stesso anno, terminato il contratto con l'azienda incaricata della gestione, il parco è stato chiuso, può fissare ancora la data certa di riapertura per il 22 giugno 2025.

## Circuito di BMX
I lavori per la realizzazione del circuito sono iniziati nel giugno 2014, mentre l'inaugurazione è poi avvenuta il 31 agosto 2015. Occupa un'area complessiva di 4 000 m² ed è realizzato in argilla e asfalto. La pista per gli uomini è lunga 400 metri mentre quella per le donne 350 metri. Gli avvallamenti della pista hanno tra di loro una distanza di 10 metri o minore. Durante i giochi il circuito era dotato di una tribuna provvisoria della capienza di 7 500 persone.

## Circuito di mountain bike
I lavori per il circuito di mountain bike sono iniziati sempre nel giugno 2014 e si sono conclusi ad ottobre 2015. Ha una lunghezza di 4 850 metri ed è stato progettato da Nick Floros, un ex atleta sudafricano, per assecondare al meglio la topografia naturale del luogo. I principali ostacoli della pista sono: i Flip Flops, ostacoli con la forma dei tipici sandali brasiliani, il Monte da Bandiera, il punto più alto del percorso che richiede una salita di quasi un chilometro, la Pedras do Rio, una roccia naturale affiorata durante i lavori, il Rio 40 Graus, una scala con un'inclinazione di 40° fatta con tronchi di legno, e il Downtown, una discesa rocciosa.